# Trotto

Andaluso in movimento

Il trotto è una delle andature del cavallo in cui l'appoggio dei bipedi è simultaneo diagonalmente (posteriore destro con l'anteriore sinistro e posteriore sinistro con l'anteriore destro).
Nel trotto, quando questo è relativamente lento, il cavallo non necessita di utilizzare molto il collo come bilanciere per riequilibrare gli spostamenti di peso, come in altre andature veloci quali il galoppo.
A questa andatura il cavallo sviluppa una velocità che va dai 10 fino ai 55 km/h.

## Meccanismo del trotto

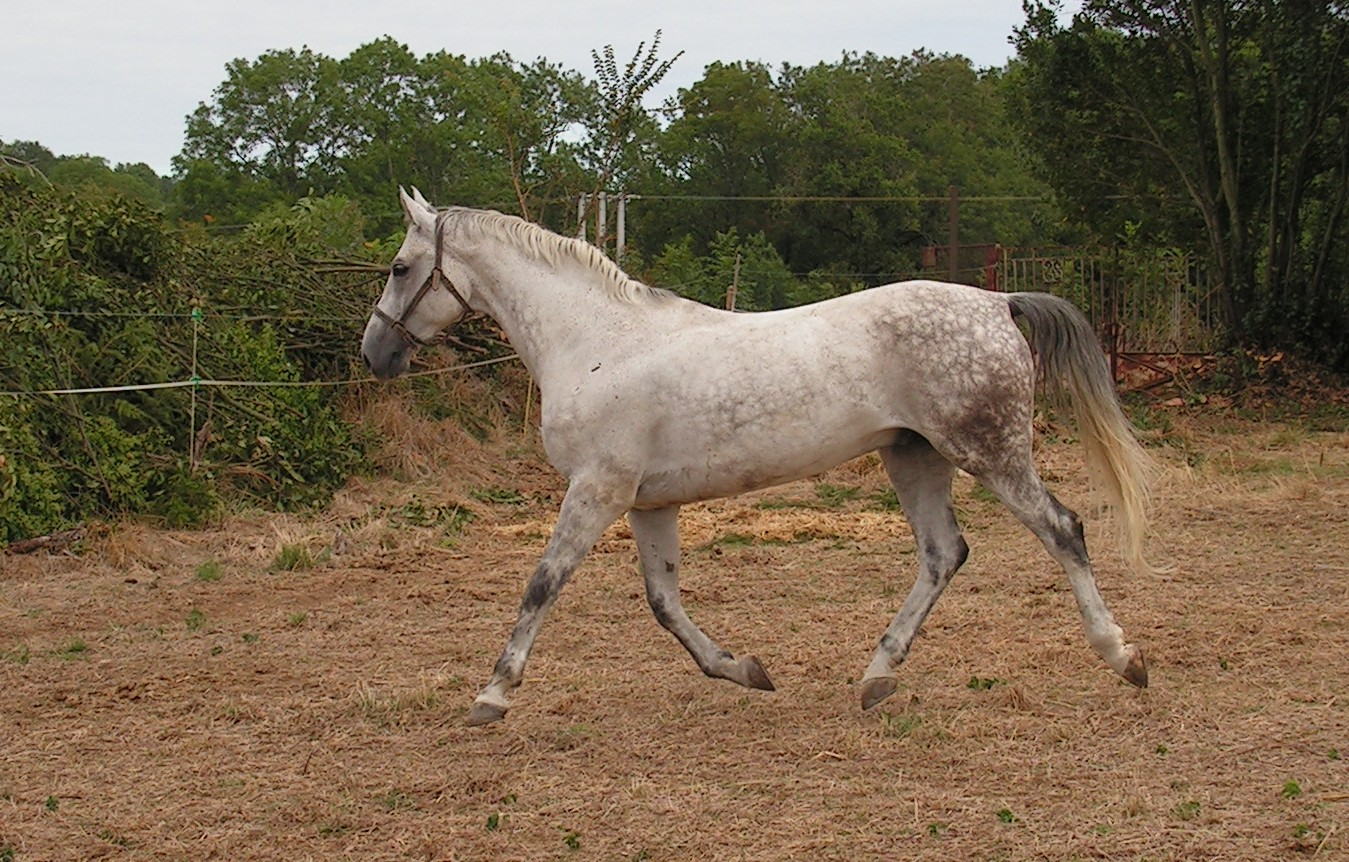
Un istante del trotto: nessun piede tocca il suolo.

Il trotto è un'andatura detta a due tempi :
- Il 1º tempo corrispondente alla posa "bipede" diagonale (ad esempio: piede destro anteriore e sinistro posteriore sollevati da terra) + un momento di proiezione
- Il 2º tempo corrispondente alla posa dell'altro "bipede" diagonale (ad esempio: piede sinistro anteriore e destro posteriore sollevati da terra) + un momento di proiezione

In alcuni cavalli, la proiezione è così potente che tutte e quattro le zampe sono sollevate dal suolo contemporaneamente. Una forte elevazione nel trotto è richiesta nel dressage.

## Tipologie di trotto

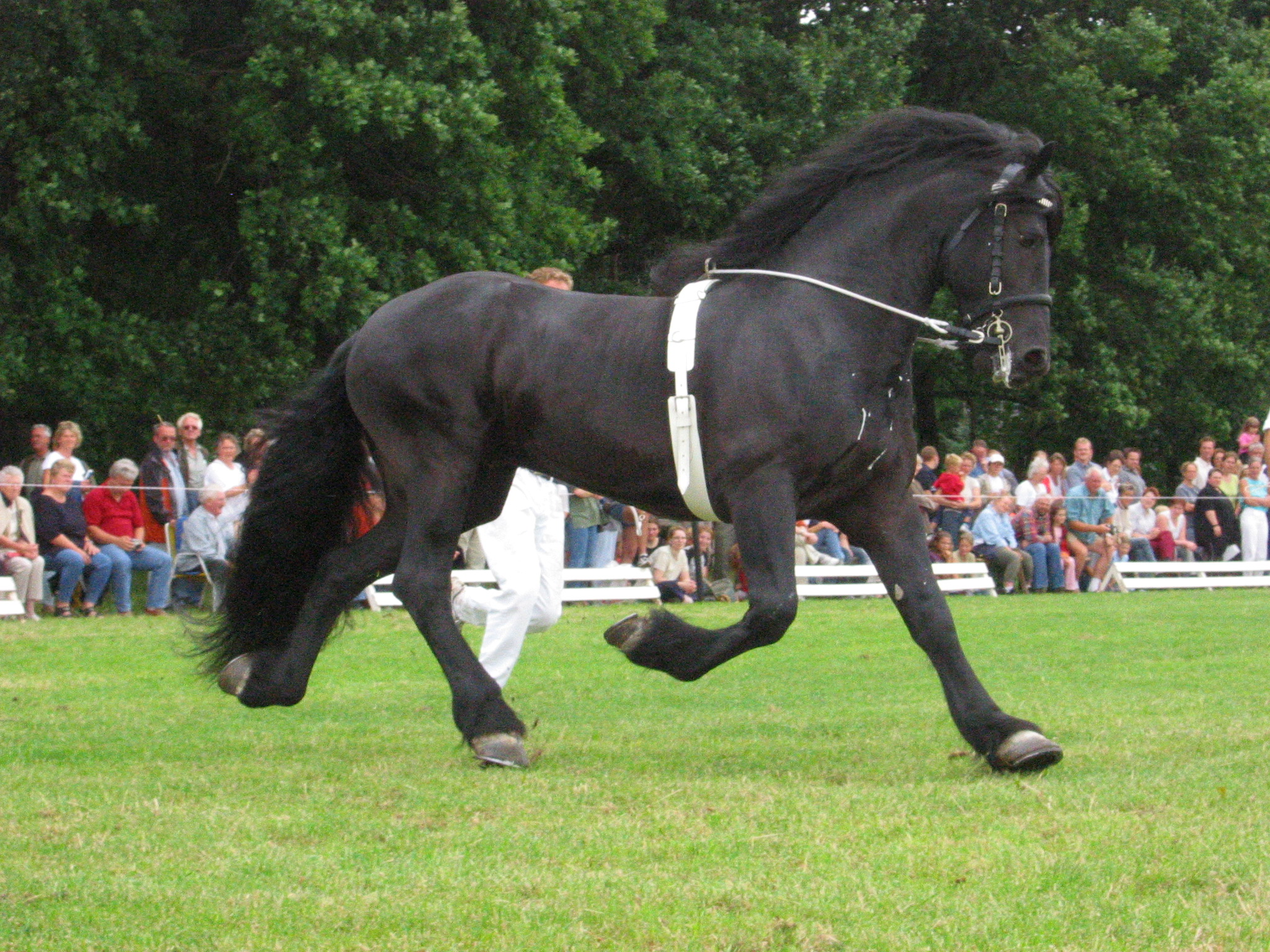
Cavallo frisone al trotto

- Trotto battuto, battendo la sella.
- Trotto seduto, o trotto da lavoro.
- Trotto sollevato, o sull'inforcatura, o anche in sospensione.

## Corse al trotto
Le corse al trotto avvengono tra cavalli che corrono trottando. Se nel corso della competizione un cavallo lascia l'andatura al trotto per quella a lui più naturale del galoppo, si dice che "rompe" e viene squalificato per quella gara.

## Corse al trotto in Italia
Il trotto è anche una specialità dell'ippica che si svolge su pista a fondo sabbioso, la cui lunghezza può variare dagli 800 metri fino ai 1600 metri, in cui il cavallo trottatore traina una carrozzella a due ruote (sulky) sulla quale siede il driver (vi è anche la versione del trotto monté, nella quale il guidatore è in sella al cavallo). In Italia la prima gara di trotto si è svolta il 22 agosto 1808 a Padova sul Prato della Valle.
L'Italia vanta una notevole tradizione di corse al trotto, tanto da essere uno dei pochi Paesi al mondo, insieme alla Francia e alla Svezia, in cui le corse al trotto sono più diffuse di quelle al galoppo. Tra chi ha fortemente contribuito all'affermazione di questa tradizione va ricordato Paolo Orsi Mangelli, considerato il padre del trotto italiano, che è stato l'ispiratore della cosiddetta legge Mangelli sull'UNIRE.
Al 2011 risultavano in funzione in Italia 26 ippodromi in cui si svolgono riunioni di corse al trotto. Il settore è stato sotto il controllo e la direzione dell'Unione nazionale incremento razze equine, dal 15 luglio 2011 ridenominata Agenzia per lo sviluppo del settore ippico, mentre oggi il settore è confluito sotto l'egida del Ministero dell'agricoltura, della sovranità alimentare e delle foreste (Masaf)

## Corse di particolare rilievo
In Italia:
- Derby italiano di trotto (Roma)
- ENCAT (Milano)
- GP Lotteria di Agnano (Napoli)
- GP Tino Triossi (Roma)
- GP Gaetano Turilli (Roma)
- GP Giorgio Jegher (Trieste)
- GP delle Nazioni (Milano)
- GP Orsi Mangelli (Milano)
- GP U.N.I.R.E (Milano)

Nel mondo:
- Prix d'Amérique (Parigi)
- Elitloppet (Stoccolma)
- Campionato europeo di trotto (Ippodromo del Savio, Cesena)
- Breeders Crown Open Trot (Stati Uniti/Canada-sede mobile)[1]